# دالاخانی
کوه دالاخانی در ۱۰ کیلومتری جنوب شهر سنقر و ۸۵ کیلومتری شمال شرقی شهر کرمانشاه قرار دارد و از لحاظ ارتفاع با ۳۳۵۰ متر بعد از قله های  پراو و شاهو، نمازگاه و قته چرمی، پنجمین قله مرتفع استان کرمانشاه به‌شمار می‌آید. این کوه جزء کوه‌های منفرد به حساب می‌آید و به رشته کوه خاصی پیوسته نیست. منفرد بودن این کوه زیبایی خاصی به مناطق اطراف بخشیده‌است.
کوه دالاخانی دارای قله‌های متعددی است که از بین آن‌ها می‌توان به قله: سهیل (۳۳۵۰ متر)، کل فرج (۳۱۵۰ متر)، قیط قلعه (۳۲۸۰ متر)، کمر زرد، چالاو و … اشاره نمود که سه قله اول یاد شده از دیگر قله‌ها شهرت بیشتری دارند.

## وجه تسمیه
دالاخانی کلمه‌ای کوردی(دال و هەڵۆ در کوردی به معنای عقاب) به معنی آشیانه عقاب‌ها می‌باشد. تصور بر این است که قبلاً آشیانه عقاب‌ها بوده‌است. هرچند هم‌اکنون هم تعداد کمی عقاب در اطراف کوه وجود دارد. دال را در فرهنگ‌های فارسی از عقاب گرفته‌اند.
|  |  |  |

## مسیرهای صعود
برای رسیدن به قله دالاخانی چندین مسیر وجود دارد که هر کدام از این مسیرها، از یک روستای خاص آغاز می‌شوند و آن مسیر به نام آن روستا نامگذاری شده‌است که در ضلع‌های مختلف این کوه قرار دارند، این راه‌ها در میانه‌های مسیر با رسیدن به پناهگاه دالاخانی (سهیل) مشترک می‌شوند و پناهگاه دالاخانی را می‌توان نقطه اشتراک این مسیرها دانست.
1. مسیر شمال غربی قوری چای: این مسیر تقریباً در ۷–۶ کیلومتری سنقر به طرف بیستون قرار دارد. قوری چای نام روستایی است که در دامنه کوه دالاخانی قرار گرفته‌است. این مسیر از دره‌ای به نام دره مصطفی شروع می‌شود و به دروازه اصلی کوه ختم شده که از طریق دره دیگری موسوم به دره برزلنگ (نام گیاه دارویی به همین نام است) رسیده و از آنجا به وضوح می‌توان پناهگاه را مشاهده نمود. این مسیر مناسب برای صعودهای تابستانی می‌باشد و در فصل زمستان به خاطر وجود برف فراوان نیاز به برف‌کوبی سنگین دارد[۲]

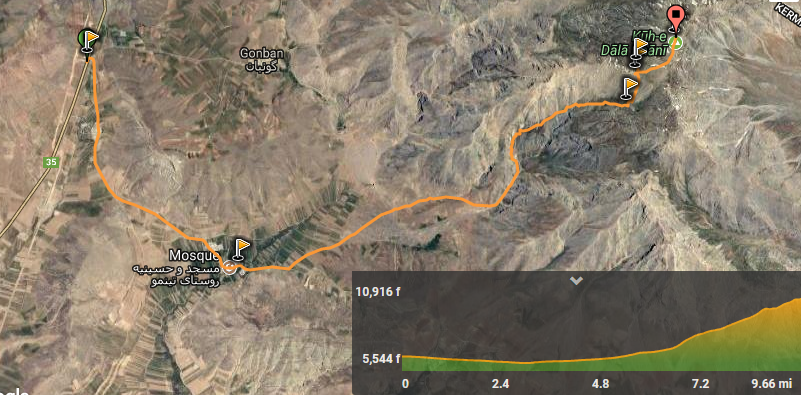
مسیر صعود از تینمو

2. مسیر صعود از تینمومسیر شمالی حسین‌آباد: این مسیر در امتداد مسیر روستای قوری چای قرار دارد و مانند قوری چای در دامنه شمالی دالاخانی واقع شده و دو راه برای صعود دارد. راه اول با کمی پیاده‌روی و تراورس به راست به مسیر قوری چای ختم شده و راه دوم کاملاً فنی است که در انتها با کمی پیاده‌روی به سمت راست به پناهگاه ختم می‌شود. در طول مسیر آبی وجود ندارد لذا کوهنوردان باید از روستا آب بردارند. این مسیر به علت دست به سنگ بودن کمتر مورد استفاده قرار می‌گیرد. نام دیگر این مسیر قره نو (یال سیاه) می‌باشد[۳]

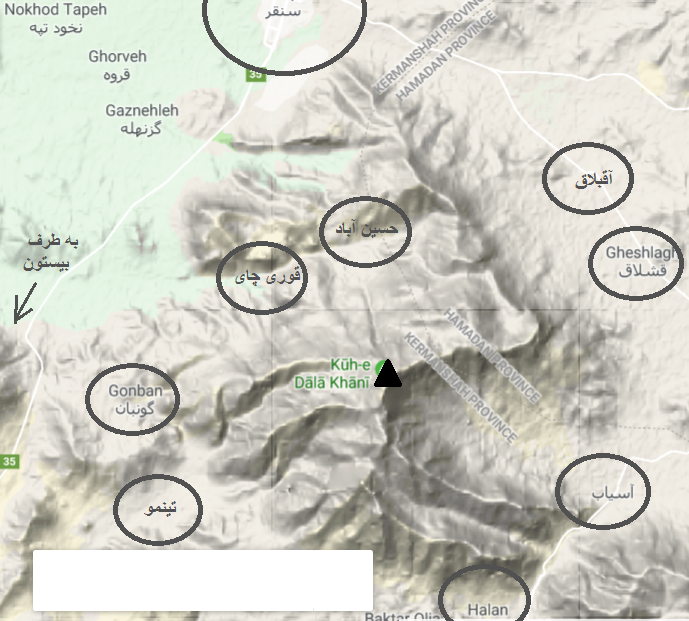
مسیرهای صعود

3. مسیرهای صعودمسیر جنوب غربی روستای تینمو: این روستا در ۱۵ کیلومتری سنقر به طرف بیستون، در کنار راهداری خانه هدهدی (مسیر سمت راست راهداری) قرار گرفته که با جاده‌ای مشخص به دامنه کوه منتهی می‌شود. این مسیر مناسب برای صعودهای تابستانی و زمستانی است که در میانه راه چشمه‌ای فصلی و در انتهای آن چشمه پونه قرار دارد. در طول مسیر می‌توان قله قیط قلعه را در سمت راست ملاحظه کرد
4. مسیر غربی روستای گونبان: این مسیر درست در سمت چپ راهداری خانه هدهدی قرار گرفته و به روستای گون ختم می‌شود. مسیری است که از میان دره‌ای گذشته و به زیر پناهگاه دالاخانی می‌رسد. مسیرش طولانی و در صعودهای بهاری از جاذبه‌های فراوانی برخوردار بوده که بیشتر کوهنوردان از آن استفاده می‌کنند. در طی این مسیر می‌توان دروازه را مشاهده کرد که به زیر پناهگاه ختم می‌شود این مسیر چون از داخل دره عبور صورت می‌گیرد کمتر آفتاب‌گیر است و مناسب صعود تابستانه می‌باشد
5. مسیر شرقی روستای آقبلاق
6. مسیر جنوب شرقی روستای ده آسیاب

## پناهگاه

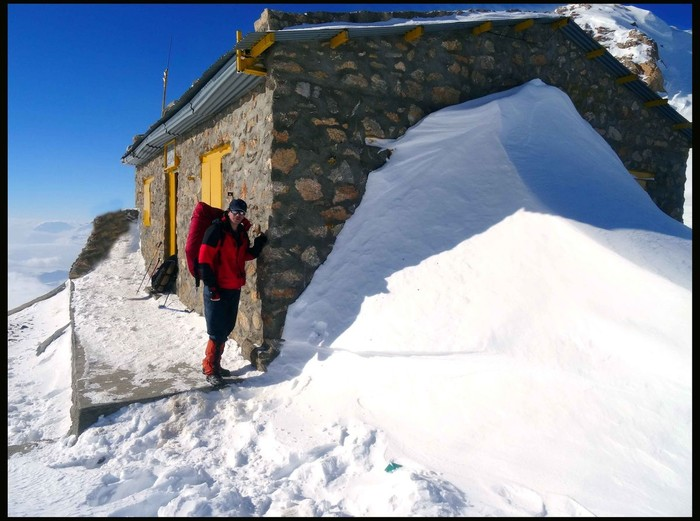
پناهگاه دالاخانی

یکی از ویژگی‌های بارز و متمایز این کوه وجود پناهگاه زیبای دالاخانی و وجود چشمه آب سهیل در کنار آن می‌باشد این پناهگاه بروی یک گردنه در جنوب غربی قله اصلی در ارتفاع ۳۰۹۵ متری ساخته شده‌است و از لحاظ زمانی تقریباً با قله نیم ساعت فاصله دارد این پناهگاه شامل سه اتاق و یک راهرو می‌باشد که دوتا از این اتاق‌ها ۱۲ متری و یک اتاق آن ۷ متری می‌باشد و ظرفیت سی تا چهل نفر را جهت شب مانی دارد که به همت گروه کوهنوردی شهرستان سنقر در سال ۱۳۷۶ افتتاح شده‌است در کنار این پناهگاه چشمه آب دائمی و بسیار مصفایی وجود دارد که به چشمه سهیل مشهور است، این چشمه در صدمتری شمال پناهگاه قرار دارد.
در دور نمای قله دالاخانی می‌توان با یک چرخش °۳۶۰ به ترتیب مهمترین‌ها از شمال به سمت راست شاهد قلل بدر و پریشان، خط الراس الوند، خان گُرمز، بزاو، نخود چال، امروله، خط الراس گرین، قله کربویی لرستان، خط الراس پراو، شاهو، آوالان، پنجه علی و غیره بود.

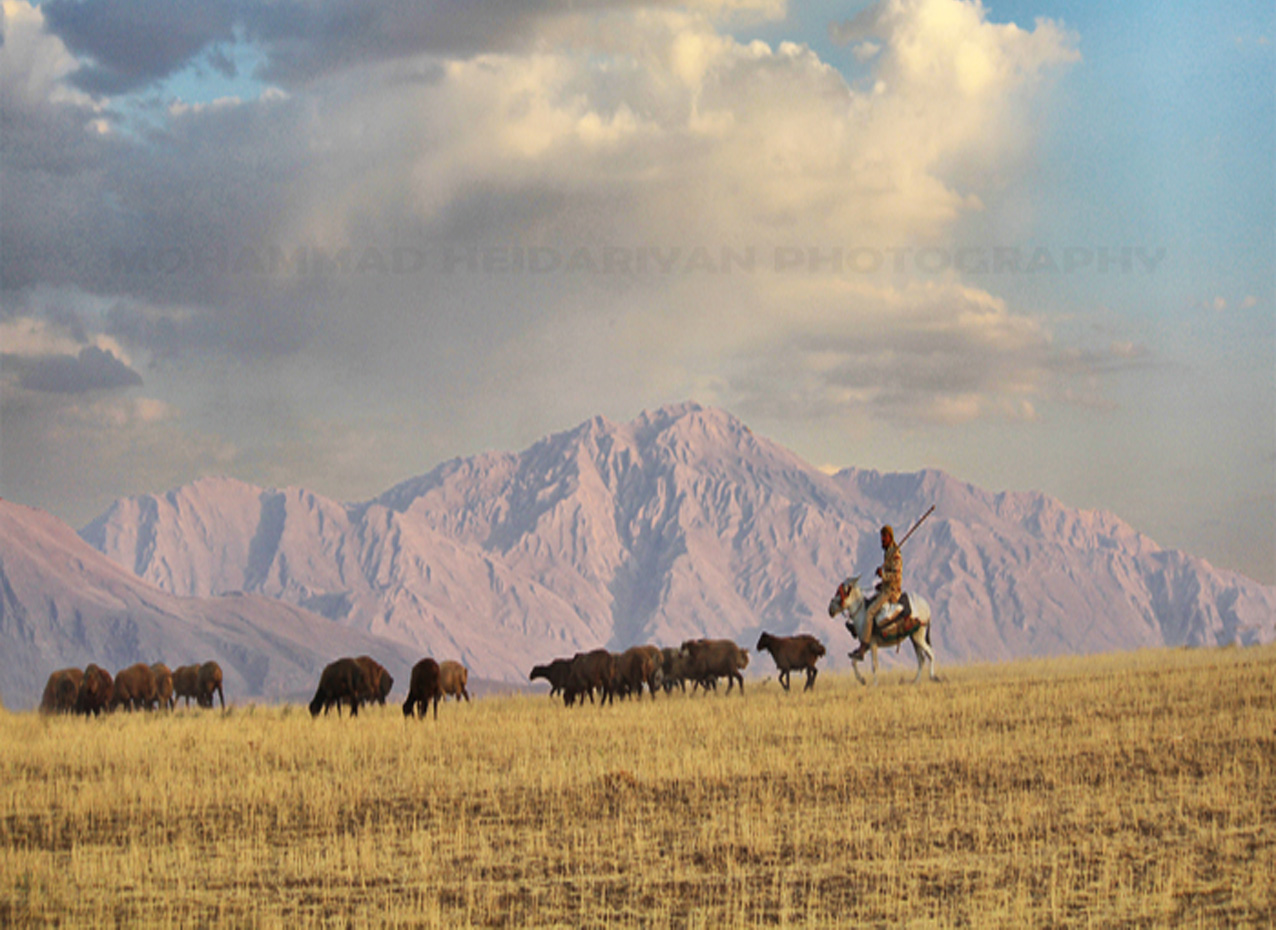
دالاخانی

## چشمه‌ها
این کوه دارای جاذبه‌های فراوان برای کوهنوردان می‌باشد. ازجمله چشمه‌های آن چشمه پونه که در راه مسیر صعود از روستای تینه مو از جبهه جنوبی قرار دارد که مخصوصاً در فصل بهار دارای آب فراوان و گوارایی است، همچنین چشمه سهیل که در ارتفاع ۳۰۰۰ متری و نزدیک پناه گاه در انتهای مسیر صعود قوریچای قرار دارد دارای آبی سرد و گوارا ست، روستای تینه مو از جاده‌ای کنار راهدارخانه‌ای که روی گردنه مله ماس است قابل دسترسی است.